# Gustavo Domínguez
Gustavo Domínguez Lemos (O Porriño, 17 oktober 1980) is een Spaans voormalig wielrenner. Hij begon zijn carrière in 2002 bij het Portugese Carvalhelhos-Boavista. In 2003 boekte hij zijn enige twee overwinningen: een etappe en het eindklassement in de GP Rota dos Móveis. Eind 2010 maakte hij, als renner van Xacobeo Galicia, bekend te stoppen met wielrennen. Namens die ploeg had hij driemaal deelgenomen aan de Ronde van Spanje.

## Overwinningen
2003
1e etappe GP Rota dos Móveis
Eindklassement GP Rota dos Móveis

## Resultaten in voornaamste wedstrijden
| Jaar | Ronde van Italië | Ronde van Frankrijk | Ronde van Spanje |
| ---- | ---------------- | ------------------- | ---------------- |
| 2007 |                  |                     | 97e              |
| 2008 |                  |                     | 84e              |
| 2009 |                  |                     | 77e              |

## Ploegen
- 2002 –  Carvalhelhos-Boavista
- 2003 –  Carvalhelhos-Boavista
- 2004 –  Relax-Bodysol
- 2005 –  Orbea
- 2006 –  Orbea
- 2007 –  Karpin Galicia
- 2008 –  Xacobeo Galicia[1]
- 2009 –  Xacobeo Galicia
- 2010 –  Xacobeo Galicia

Blanco · Burgos · César Veloso · De Vocht · Dockx · Domínguez · Dueñas · Elías · Florencio · Guerra · Jufré · Laguna · López · Martínez · Mattan · Mayoz · Pasamontes · Pérez · Rebollo · Roesems · Rosseler · Scheuneman · Van Hecke · Vanlandschoot · Vansummeren · Moreno (stagiair) · Pauwels (stagiair) · Stubbe (stagiair)
Albizuri · Amuriza · Arrizabalaga · Celis · del Nero · Díaz · Domínguez · Mezo · Otxotorena · A. Pérez · R. Pérez · Villegas · Zubero · Zumeta
Agirre · Amuriza · Armstrong · Celis · Díaz · Domínguez · Lazkano · Melero · Mezo · Otxotorena · Pérez · Velasco · Villegas · Zubero · Zumeta